# 海金沙屬
海金沙屬是蕨類植物中的一門，約有40個物種，原生於世界各地的熱帶地區，少數生長於亞洲東部及北美東部的溫帶地區。海金沙屬現在是海金沙科下的唯一屬，不過有些植物學家曾將其歸類於莎草蕨科之下。
海金沙屬和其他蕨類植物不同的地方在於，它們的葉軸很細、柔韌且很長。海金沙屬的蕨葉以無限延長的方式展開，且葉軸會偶合在支撐物上，因此每個蕨葉都會形成分開的藤蔓。依據物種的不同，蕨葉可長到3至12公尺。
属名Lygodium源于希腊语lygodes，意为“柔软的”。

## 部份物種
- Lygodium articulatum – 南亞熱帶地區
- Lygodium circinatum – 亞洲熱帶地區及澳洲
- 海南海金沙 Lygodium conforme – 中國
- 古巴海金沙 Lygodium cubense – 古巴、伊斯帕尼奧拉島
- 掌葉海金沙 Lygodium digitatum – 中國
- 長葉海金沙 Lygodium flexuosum – 中國南部至澳洲北部
- 海金沙 Lygodium japonicum – 東亞至澳洲北部
- 小葉海金沙 Lygodium microphyllum – 舊世界熱帶地區
- 狹葉海金沙 Lygodium microstachyum – 中國
- 掌羽海金沙 Lygodium palmatum – 美洲東部（稀少，只生長在酸性土壤中）
- 羽裂海金沙 Lygodium polystachyum – 中國
- Lygodium reticulatum – 澳洲、玻里尼西亞
- 柳葉海金沙 Lygodium salicifolium – 中國南部至澳洲北部
- 網脈海金沙 Lygodium subareolatum – 中國
- Lygodium trifurcatum Baker – 東南亞至澳洲北部
- Lygodium volubile Sw. – 南美北部、中美洲、加勒比地區
- Lygodium versteeghii – 東南亞至澳洲北部
- 雲南海金沙 Lygodium yunnanense – 中國南部